# Benjamin Millepied
Benjamin Millepied (Bordeaux, 10 de junho de 1977) é um dançarino e coreógrafo francês. Mudou-se para os Estados Unidos depois de se juntar a Empresa de balé da Cidade de Nova Iorque em 1995, onde se tornou solista em 1998 e diretor em 2002. Ele tornou-se mais conhecido pelo seu trabalho no filme Cisne Negro (2010), no qual coreografou as danças e também estrelou como bailarino. Em 2012, Millepied casou-se com a atriz israelense-americana Natalie Portman, que conheceu em 2009 nas filmagens de Cisne Negro.